# Hans Gumplmayer
Johann „Hans“ Gumplmayer (* 18. Dezember 1884 in Mariazell; † 27. Dezember 1969 in Wien) war ein österreichischer Politiker (SPÖ), Tischler und Sekretär. Er war Abgeordneter zum Österreichischen Nationalrat.

## Leben und Wirken
Hans Gumplmayer wurde am 18. Dezember 1884 als Sohn des Sagschneiders August und dessen Ehefrau Viktoria Gumplmayer (geborene Strupreither) in Mariazell geboren und am selben Tag auf den Namen Johann (Johannes (Evangelist)) getauft.
Gumplmayer absolvierte nach der Pflichtschule zwischen 1898 und 1901 eine Lehre als Tischler und bildete sich in der Folge durch Spezialkurse an der Staatsgewerbeschule weiter. Zudem studierte er zwischen 1922 und 1923 an der Hochschule für Welthandel. Beruflich war er von 1910 bis 1946 als Buchhalter in einem Tischlereibetrieb tätig, später war er Sekretär des Wiener Fürsorge- und Wohlfahrtsvereins „Volkshilfe“.
Am 20. April 1912 heiratete er in der Pfarre Wien-St. Florian eine Wilhelmine Tannenberger (* 7. Juli 1879; † 14. Juli 1962) und trat am 17. März 1922 aus der katholischen Kirche aus.
Politisch war Gumplmayer ab 1919 in der Sozialdemokratischen Partei in verschiedenen Funktionen aktiv. Er war Sektionsleiter, Chef der lokalen Arbeiterbücherei und Mitglied des Bezirksvorstandes Wien-Margareten. Die SPÖ vertrat er zwischen dem 19. Dezember 1945 und dem 8. November 1949 sowie zwischen dem 20. Juni 1951 und dem 18. März 1953 (als Nachfolger für den zum Bundespräsidenten gewählten Theodor Körner) als Abgeordneter zum Nationalrat.
Am 27. Dezember 1969, wenige Tage nach seinem 85. Geburtstag, starb Gumplmayr im Krankenhaus Lainz.

## Auszeichnungen
- Goldenes Parteiabzeichen
- Viktor-Adler-Plakette